# Ramzi Abid
Ramzi Abid (* 24. března 1980, Montréal, Québec) je bývalý kanadský profesionální hokejista, který naposledy hrál za Grizzlys Wolfsburg v německé DEL.

## Kariéra
Jde o typické levé křídlo, Colorado Avalanche si jej vybralo jakou svou 1. volbu ve 2. kole draftu v roce 1998. Celkově byl vybrán jako 28. V roce 2000 byl na draftu znovu a jako celkově 85., si ho vybral Phoenix Coyotes. Ten ho v březnu 2003 vyměnil do týmu Pittsburgh Penguins za českého hráče, Jana Hrdinu.
V březnu 2003 se rozhodl vyléčit svůj pochroumaný přední křížový vaz a promeškal tak zbytek sezóny. Při výluce NHL v sezóně 2004/05 hrál za farmářský tým Pittsburghu, Wilkes-Barre/Scranton Penguins v AHL. Sezónu poté strávil v Atlantě Thrashers a pak byl vyměněn do Nashvillu Predators. 21. září 2006 vstřelil v předsezónním zápase hattrick v duelu s Columbusem Blue Jackets. Zápas skončil 8:1 pro Predátory. I přesto byl Abid poslán na farmu do Milwaukee Admirals. Zápasy na farmě se mu ale už líbit přestaly a tak se před sezónou 2007/08 přestěhoval do švýcarského Bernu, kde hrál 2 sezóny švýcarskou nejvyšší soutěž.

## Ocenění
- 1998 – Michel Brière Memorial Trophy (Nejužitečnější hráč QMJHL)
- 1998 – Jean Béliveau Trophy (Nejlepší střelec QMJHL)
- 1998 – QMJHL První All-Star Team
- 2000 – QMJHL První All-Star Team
- 2000 – Kanadský juniorský první All-Star Team
- 2000 – Ed Chynoweth Trophy (Nejlepší střelec Memorial Cupu)

## Klubové statistiky
| Sezona                 | Klub                   | Soutěž       | Základní část | Základní část | Základní část | Základní část | Základní část | Play off | Play off | Play off | Play off | Play off |
| Sezona                 | Klub                   | Soutěž       | Z             | G             | A             | B             | TM            | Z        | G        | A        | B        | TM       |
| ---------------------- | ---------------------- | ------------ | ------------- | ------------- | ------------- | ------------- | ------------- | -------- | -------- | -------- | -------- | -------- |
| 1995–96                | Richelieu Riverains    | QAAA         | 10            | 14            | 24            | 18            | 1             | —        | —        | —        | —        | —        |
| 1996–97                | Chicoutimi Saguenéens  | QMJHL        | 65            | 13            | 24            | 37            | 141           | —        | —        | —        | —        | —        |
| 1997–98                | Chicoutimi Saguenéens  | QMJHL        | 68            | 50            | 85            | 135           | 266           | 6        | 3        | 4        | 7        | 10       |
| 1998–99                | Chicoutimi Saguenéens  | QMJHL        | 21            | 11            | 15            | 26            | 97            | —        | —        | —        | —        | —        |
| 1998–99                | Acadie-Bathurst Titan  | QMJHL        | 24            | 14            | 22            | 36            | 102           | 23       | 14       | 20       | 34       | 84       |
| 1999–00                | Acadie-Bathurst Titan  | QMJHL        | 13            | 10            | 11            | 21            | 61            | —        | —        | —        | —        | —        |
| 1999–00                | Halifax Mooseheads     | QMJHL        | 59            | 57            | 80            | 137           | 148           | 10       | 10       | 13       | 23       | 18       |
| 2000–01                | Springfield Falcons    | AHL          | 17            | 6             | 4             | 10            | 38            | —        | —        | —        | —        | —        |
| 2001–02                | Springfield Falcons    | AHL          | 66            | 18            | 25            | 43            | 214           | —        | —        | —        | —        | —        |
| 2002–03                | Springfield Falcons    | AHL          | 27            | 15            | 10            | 25            | 50            | —        | —        | —        | —        | —        |
| 2002–03                | Phoenix Coyotes        | NHL          | 30            | 10            | 8             | 18            | 30            | —        | —        | —        | —        | —        |
| 2002–03                | Pittsburgh Penguins    | NHL          | 3             | 0             | 0             | 0             | 2             | —        | —        | —        | —        | —        |
| 2003–04                | Pittsburgh Penguins    | NHL          | 16            | 3             | 2             | 5             | 27            | —        | —        | —        | —        | —        |
| 2004–05                | Wilkes-Barre/Scranton  | AHL          | 63            | 23            | 23            | 46            | 100           | —        | —        | —        | —        | —        |
| 2005–06                | Atlanta Thrashers      | NHL          | 6             | 0             | 2             | 2             | 6             | --       | --       | --       | --       | --       |
| 2005–06                | Chicago Wolves         | AHL          | 75            | 34            | 42            | 76            | 165           | —        | —        | —        | —        | —        |
| 2006–07                | Nashville Predators    | NHL          | 13            | 1             | 4             | 5             | 13            | —        | —        | —        | —        | —        |
| 2006–07                | Milwaukee Admirals     | AHL          | 57            | 19            | 30            | 49            | 70            | 2        | 0        | 1        | 1        | 6        |
| 2007–08                | SC Bern                | NLA          | 41            | 20            | 11            | 31            | 56            | 5        | 3        | 2        | 5        | 14       |
| 2008–09                | SC Bern                | NLA          | 31            | 9             | 20            | 29            | 85            | 1        | 0        | 0        | 0        | 12       |
| 2008–09                | Rapperswil-Jona Lakers | NLA          | 7             | 2             | 5             | 7             | 12            | —        | —        | —        | —        | —        |
| 2009–10                | Traktor Čeljabinsk     | KHL          | 33            | 3             | 8             | 11            | 36            | —        | —        | —        | —        | —        |
| 2009–10                | Rögle BK               | SHL          | 10            | 1             | 7             | 8             | 8             | —        | —        | —        | —        | —        |
| 2010–11                | EC Red Bull Salzburg   | EBEL         | 48            | 13            | 18            | 31            | 120           | 17       | 5        | 12       | 17       | 24       |
| 2011–12                | EC Red Bull Salzburg   | EBEL         | 48            | 21            | 25            | 46            | 92            | 6        | 1        | 4        | 5        | 16       |
| 2012–13                | JYP Jyväskylä          | SM-liiga     | 56            | 22            | 20            | 42            | 82            | 11       | 0        | 3        | 3        | 32       |
| 2013–14                | JYP Jyväskylä          | Liiga        | 21            | 3             | 5             | 8             | 29            | —        | —        | —        | —        | —        |
| 2013–14                | Grizzlys Wolfsburg     | DEL          | 24            | 2             | 17            | 19            | 52            | 10       | 5        | 5        | 10       | 18       |
| Celkem v NHL           | Celkem v NHL           | Celkem v NHL | 68            | 14            | 16            | 30            | 78            | 0        | 0        | 0        | 0        | 0        |
| Konec hokejové kariéry |                        |              |               |               |               |               |               |          |          |          |          |          |